# Aznwadzor
Aznwadzor – wieś w Armenii, w prowincji Lorri. W 2011 roku liczyła 380 mieszkańców.